# Sorkwity
Sorkwity (Sorquitten fino al 1945 - già Sarkewitte) è un comune rurale polacco del distretto di Mrągowo, nel voivodato della Varmia-Masuria.
Ricopre una superficie di 184,56 km² e nel 2004 contava 4 620 abitanti.